# Teudis tensipes
Teudis tensipes là một loài nhện trong họ Anyphaenidae.
Loài này thuộc chi Teudis. Teudis tensipes được Eugen von Keyserling miêu tả năm 1891.